# Alfred de Rauch
Alfred Antoine de Rauch (13. června 1887 – ?) byl francouzský reprezentační hokejový útočník.
V roce 1920, 1924 a 1928 byl členem Francouzského hokejové týmu, který skončil 3x šestý na zimních olympijských hrách.